# Грубер, Андрей Егорович
Андре́й Его́рович Гру́бер (14 ноября 1744 — 24 июня 1807) — геолог, маркшейдер. 

## Биография
Родился 14 ноября 1744 (в 1795 - 52 года).
Шихтмейстер, 16 ноября 1775 года послан Канцелярией Главного заводов правления на Турьинские рудники М. М. Походяшина для выяснения, «действительно ли там скрывают серебряные руды», где находился по 14 декабря. Сделал, возможно, первое описание Фроловского, Васильевского, Суходойского и Ольховского рудников, составил их планы.
Был смотрителем Екатеринбургских школ[уточнить]. Им закончено составление атласа горных заводов Урала, начатого Ф. И. Грамматчиковым (май 1778).
В 1780—1781 годах — глава чертежной при главном заводоуправлении[уточнить], стоял во главе работ по описанию Пермского наместничества. В 1781—1785 годах  — губернский землемер наместничества, капитан. В 1781 году снял первый генеральный план Егошихинского медеплавильного завода, который стал топографической основой последующих планов Перми.
В 1784 году — советник для горных дел и наблюдения за заводами Экспедиции горных дел Пермской губернской казённой палате (или с 24 августа 1791), коллежский асессор в ранге майора пехоты, женат на Фёкле Степановне Сушиной, живёт в Перми, в 1787 году ему принадлежал дом на Дворянской улице.
Управляющий Кыштымскими заводами Н. Н. Демидова-старшего (конец XVIII века).
С января 1799 года по 24 апреля 1800 года консультировал Н. Н. Демидова-младшего по вопросам управления Нижнетагильскими заводами, с сентября 1799 года по 1800-е годы был главным управляющим заводами, занимался гидротехникой (работал над проведением канала от реки Черной в Черноисточинский пруд).
Был знаком с А. Ф. Турчаниновым.
Причислен к казанскому дворянству по определению Казанского депутатского дворянского собрания от октября 1793 года. С 1796 — надворный советник. С 20 января 1803 года — подполковник.
Католик (1782 г.), позднее  - православный. Жена - Фекла Степановна (в 1782 г.), православная. 

## Дети[4]
- Всеволод (1783 — 11 мая 1844), маркшейдер;
- Василий (род. около 1787), квартирмейстер Конного лейб-гвардии полка;
- Александра (род. около 1789);
- Евстрат (род. около 1791);
- Филарет (род. ок. 1792; в 1795 - 3 года);
- Пётр (род. 20 января 1793, г. Пермь);
- Ольга (около 1798 или 1799[2] — 5 июля 1885 года; похоронена на Ваганьковском кладбище Москвы вместе со вторым мужем[9]), была замужем за историком П. С. Кондыревым, овдовела, вышла замуж вторым браком за геолога П. И. Вагнера[2];
- Эварест (?—1859[2]), попечитель Виленского, затем Казанского учебных округов[10].